# 걸즈 앤 판처 최종장 제3화
《걸즈 앤 판처 최종장 제3화》(일본어: ガールズ＆パンツァー 最終章 第3話, 영어: GIRLS und PANZER das FINALE : Part III)는 2021년 3월 26일에 개봉된 일본의 액션, 코미디, 애니메이션, 드라마 영화이다.

## 출연진
- 후치가미 마이 - 니시즈미 미호 목소리 역
- 카야노 아이 - 타케베 사오리 목소리 역
- 오자키 마미 - 이스즈 하나 목소리 역
- 나카가미 이쿠미 - 아키야마 유카리 목소리 역
- 이구치 유카 - 레이제이 마코 목소리 역
- 후쿠엔 미사토 - 카도타니 안즈 목소리 역